# Cyrtinus mussoi
Cyrtinus mussoi är en skalbaggsart som beskrevs av Joly och Rosales 1990. Cyrtinus mussoi ingår i släktet Cyrtinus och familjen långhorningar.
Artens utbredningsområde är Venezuela. Inga underarter finns listade i Catalogue of Life.